# Concile de Chalon (650)
Pour les articles homonymes, voir Concile de Chalon.
Le concile de Chalon s'est tenu sous le règne du roi Clovis II, dans la basilique de Saint-Vincent à Chalon-sur-Saône, et se déroule un 24 octobre, vers 647 et 653, peut-être l'année 650, en présence de 38 évêques, 5 abbés et un archidiacre. Il réglemente entre autres la traite des esclaves.

## Datation
Le jour et le mois de l'assemblée sont connus par le procès verbal, il s'agit du 24 octobre,,. Toutefois, le document n'indique pas l'année. Les auteurs anciens hésitaient entre 644 et 657, précise Karl Joseph von Hefele. Ce dernier indique que les anciens collecteurs de concile, comme les jésuites Sirmond et Labbé (XVIIe siècle), ont retenu l'année 650. C'est cette année que Adolphe-Charles Peltier (1847), tout comme Louis Duchesne (1907) retiennent.
L'historien et paléographe Louis de Mas Latrie (1834) donnait quant à lui la période en 643-644. Duchesne rappelle que Friedrich Maassen (en) donnait pour limites l'année 639 — date à laquelle Clovis II devient roi des Francs, de Neustrie et de Bourgogne — et l'année 654 — où plusieurs signataires sont remplacés —.
Karl Joseph von Hefele, dans son Histoire des conciles, d'après les documents originaux (vol.3, p. 282), relève que le concile n'a pu se dérouler qu'après la nomination de Vulfolade/Florent sur le trône de Bourges, soit le 17 janvier 647.
Les auteurs contemporains donnent désormais pour période 647-653, notamment les auteurs Champagne et Szramkiewicz (« Recherches sur les conciles des temps mérovingiens », 1971), l'archiviste paléographe Odette Pontal (Histoire des conciles mérovingiens, 1989), l'historien Gregory I. Halfond (Archaeology of Frankish Church Councils, AD 511-768, 2010), ou encore les auteurs de Les canons des conciles mérovingiens VIe – VIIe siècles (1989), les historiens et juristes Jean Gaudemet et Brigitte Basdevant-Gaudemet.

## Contexte
Le concile est réuni sous l'égide de Clovis II, roi des Francs, de Neustrie et de Bourgogne, toutefois il semble encore mineur et l'initiative reviendrait à son tuteur Aega.
Le concile se tient dans la basilique de Saint-Vincent de Chalon-sur-Saône (Cabilonensis).

## Décisions
Vingt (20) canons furent établis, : 
1. Dans le premier, ils ordonnent que l'on tiendra la Doctrine établie par les Conciles de Nicée et de Chalcédoine.
2. Dans le second, que l'on observera les Canons.
3. Le 3e renouvelle les défenses faites aux Ecclésiastiques d'avoir des femmes étrangères.
4. Le 4e défend d'ordonner deux Évêques en même temps dans une même Ville.
5. Le 5e ordonne que l'on ne donnera pas le gouvernement des Paroisses, ou des biens des Églises à des Laïques.
6. Le 6e fait défenses de s'emparer ou de mettre en possession des biens de l'Église, avant qu'il soit ainsi ordonné.
7. Le 7e défend aux Évêques, aux Archidiacres, et à toute autre personne de rien prendre des biens d'une Paroisse, d'un Hôpital ou d'un Monastère, après la mort du Prêtre qui en avait le gouvernement.
8. Le 8e déclare la Pénitence nécessaire, et ordonne aux Évêques d'imposer la Pénitence à ceux qui confessent leurs péchés.
9. Le 9e défend de vendre les Esclaves Chrétiens à des Étrangers ou à des Juifs.
10. Le 10e déclare que l'Évêque doit être choisi et ordonné par les Évêques de la Province, par le Clergé et par les Citoyens de la Ville, et dit qu'une Ordination faite autrement est nulle.
11. Le 11e ordonne que les Évêques répareront de leur communion les Juges qui veulent avoir Juridiction sur les Paroisses et les Monastères où les Évêques font leur visite.
12. Le 12e défend de faire deux Abbés dans un même Monastère, de peur que cela ne cause de la division et du scandale entre les Moines. Si toutefois un Abbé veut se choisir un Successeur, il le pourra : mais celui qu'il aura choisi ne pourra point disposer des biens du Monastère.
13. Le 13e renouvelle la défense faite aux Évêques de retenir les Clercs de leurs Confrères, ou d'ordonner des personnes sans la permission de leur Évêque.
14. Le 14e pourvoit à un abus qui devenait commun. Les Seigneurs des lieux où il y avait des Chapelles, voulaient empêcher les Archidiacres et les Évêques de connaître de ce qui regardait les Clercs qui desservaient ces Chapelles. Ce Concile ordonne que l'Ordination des Clercs, et la disposition des biens de ces Chapelles appartiendra à l'Évêque, afin que l'Office divin s'y puisse faire règlement.
15. Le 15e défend aux Abbés et aux Moines de se servir de la protection des séculiers, ou d'aller trouver le Prince sans la permission de leur Évêque.
16. Le 16e déclare que ceux qui donneront de l'argent pour être fait Évêques, Prêtres ou Diacres, seront privés de l'honneur qu'ils ont voulu acheter.
17. Le 17e défend d'exciter du tumulte ou des batteries dans l'Église, ou aux Portes de l'Église.
18. Le 18e défend de labourer, de scier le blé, de moissonner, ou de cultiver la terre des jours de dimanche.
19. Le 19e est pour empêcher que l'on ne danse et que l'on ne chante des chansons dissolues dans l'enceinte ou aux Porches des Églises dans les Fêtes des Saints.
20. Le 20e dégrade Agape et Bobon Évêques de Digne, pour avoir fait bien des choses contre le règlements des Canons.

## Participants
Le concile réuni 38 évêques, 5 abbés et un archidiacre représentants des absents,. Les prélats relèvent du territoire contrôlé par Clovis II.
- Vulfolade/Florent (Vulfoleudus), évêque métropolitain de Bourges,

Province ecclésiastique de Besançon
- Donat (Donatus), évêque métropolitain de Besançon.
- Florent (Florentius / Florentinus), évêque de Belley,
- Arricus, évêque de Lausanne[12].

Province ecclésiastique d'Arles
L'évêque d'Arles, Théodose est convoqué, mais il ne s'y rend pas. Il est suspendu lors du concile.
- Aurélien (Aurelianus), évêque de Vence[14].
- Magne (Magnus), évêque d'Avignon[15],
- Aetherius, évêque d'Embrun[16],
- Berto/Betton (Betto), évêque de Saint-Paul-Trois-Châteaux[17],
- Potentissime (Potentissimus), évêque de Gap[18],
- Claude (Claudius), évêque de Riez[19],
- Lizier (Licerius), évêque de Carpentras[20],
- Pétronius/Petruinus/Aredius, évêque de Vaison[21],
- Deocarus, évêque d'Antibes[22].

Agape et Bobon, évêques de Digne sont déposés au cours du concile.
Province ecclésiastique de Reims
- Bertofride (Bertefridus), évêque d'Amiens,
- Éloi, évêque de Noyon.

Province ecclésiastique de Lyon
- Conderic (Candericus), évêque métropolitain de Lyon,
- Dieudonné (Deodatus), évêque de Mâcon,
- Ferréol (Feriolus), évêque d'Autun,
- Berthoald (Bertoaldus), évêque de Langres,
- Grat (Gradus), évêque de Chalon-sur-Saône,

Province ecclésiastique de Vienne
- Syndulphe/Landalène (Landalenus), évêque métropolitain de Vienne[24],
- Pappolus/Pappulus, évêque de Genève[25],
- Baudoméris (Baldemarus), évêque de Tarentaise[26],
- Prothais (Protasius), évêque de Sion[26],
- Clair (Clarus), évêque de Grenoble[27],
- Ingild/Angilde (Ingildus), évêque de Valence[28],
- Leborius/Leporius, évêque de Maurienne[29].

Province ecclésiastique de Rouen
- Ouen (Audoenus), évêque métropolitain de Rouen,
- Cairibon (Chairibonus), évêque de Coutances,
- Amlacaire (Amalcarius), évêque de Séez,
- Launobaud/Launebaud (Launobodis), évêque de Lisieux,
- Ragnericus, évêque d'Évreux,
- Betton (Betto), évêque de Bayeux.

Province ecclésiastique de Sens
- Armentaire (Armentarius), évêque métropolitain de Sens,
- Rauracus, évêque de Nevers,
- Pallade (Palladius), évêque d'Auxerre,
- Audon (Audo), évêque d'Orléans,
- Malard (Malardus), évêque de Chartres,
- Leu (Leusus), évêque de Troyes.

Députés pour les évêques absents
- Latinus, évêque de Tours, est représenté un abbé appelé Betto,
- Salapius, évêque de Nantes, est représenté son achidiacre, Chaddo ou Chaddon,
- Audebert (Aubert/Audobert/Audobertus), évêque de Paris, est représenté par un abbé appelé Germoald (Germoaldus),
- Chadoaldus, évêque du Mans, est représenté par un abbé appelé Chagnoaldus,
- Félix, évêque de Limoges, est représenté par un abbé appelé Paternus.

### Sources
- Bibliothèque nationale de France, Dictionnaire universel et complet des conciles, consulté le 23/08/2016
- Jacques Balmes, Le protestantisme comparé au catholicisme dans ses rapports avec la civilisation européenne, 1842
- Louis Duchesne, Fastes épiscopaux de l'ancienne Gaule. Provinces du Sud-Est (tome premier), Paris, Albert Fontemoing. Anc. Thorin et fils, 1907, 2e éd. (lire en ligne).
- Louis Mas Latrie, Chronologie historique des papes, des conciles généraux et des conciles des Gaules et de France, Paris, P.H. Krabbe, 1834, 467 p. (lire en ligne).
- Jacques-Paul Migne, Encyclopédie théologique - Série de dictionnaires sur toutes les parties de la science religieuse, 1845
- Adolphe-Charles Peltier, Dictionnaire universel et complet des conciles tant généraux que particuliers, des principaux synodes diocésains et des autres assemblées ecclésiastiques les plus remarquables, t. 2, Paris, Jacques-Paul Migne, 1847, 664 p. (lire en ligne), p. 539-541
- Nicolas-Joseph Poisson, Delectus actorum ecclesiae universalis, seu nova summa conciliorum, epistolarum, decretorum ss. pontificum, capitularium, 1738
- L'abbé Thérou & Johann Adam Möhler, Le christianisme et l'esclavage & Traité historique de Möhler, 1841